# Cotorinau, Mureș
Cotorinau este un sat în comuna Râciu din județul Mureș, Transilvania, România.